# Ambystoma amblycephalum
Ambystoma amblycephalum és una espècie d'amfibi urodel de la família dels ambistomàtids. Viu a 2000 m d'altitud a prop de Morelia (Michoacán, Mèxic). La dessecació, la contaminació i la conversió d'antics estanys, de petits embassaments i d'altres hàbitats d'aquesta espècie en conreus constitueixen llurs principals amenaces. A més, l'expansió urbana de Morelia i d'Uruapan i la introducció de peixos depredadors són també una preocupació important per a la seua supervivència.